# منطقة باسطي
باسطي رمزها «BS» (بالإنجليزية: Basti)‏ ، هو تقسيم إداري لدولة الهند تتبع ولاية أتر برديش (بالإنجليزية: Uttar  Pradesh)‏ ، مركزها هو مدينة باسطي (بالإنجليزية: Basti)‏ عدد سكانها حسب تعداد سنة 2001 هو 2,068,922 ، مساحتها 3,034 كم² وكثافة السكان 682 لكل كم² .